# Anthias hensleyi
Anthias hensleyi là một loài cá biển thuộc chi Anthias trong họ Cá mú. Loài này được mô tả lần đầu tiên vào năm 2012.

## Từ nguyên
Từ định danh hensleyi được đặt theo tên của Dannie Alan Hensley (1944–2008), trước đây từng làm việc tại Đại học Puerto Rico.

## Phân loại
A. hensleyi ban đầu nằm trong chi Odontanthias, nhưng được chuyển sang chi Anthias vì loài này có một số đặc điểm như hình dạng của vây và răng lá mía giống loài Anthias hơn.

## Phân bố
A. hensleyi mới chỉ được biết đến ở eo biển Mona (ngăn cách Puerto Rico và Cộng hòa Dominica), được thu thập ở độ sâu khoảng 338 m.

## Mô tả
Chiều dài chuẩn (SL: standard length) lớn nhất được ghi nhận ở A. hensleyi là 15,5 cm.
Số gai ở vây lưng: 10; Số tia ở vây lưng: 15; Số gai ở vây hậu môn: 3; Số tia ở vây hậu môn: 7; Số tia ở vây ngực: 18; Số vảy đường bên: 33–38.